# 泰州 (辽朝)
泰州，辽朝到元朝设置的州。
泰州是遼兴宗内迁通化州设置泰州德昌军节度使，治所在乐康县（今黑龙江省泰来縣西北56里塔子城鎮）。还下辖兴国县（今内蒙古自治区扎赉特旗西131里）。金太祖天辅元年（1117年）被金朝奪得。五年（1121年）设置泰州路都统。金海陵王天德三年（1151年）设德昌军节度使，金世宗大定二十五年（1185年），降为防御州。金章宗承安三年（1198年）迁到长春县（原长春州，今吉林省白城市东南55里德顺乡），仍为德昌军节度使。还下辖金山县（今内蒙古自治区乌兰浩特市北15里乌兰哈达镇）。泰和八年（1208年）為下等节度州。金宣宗貞祐二年（1214年）廢棄于蒙古。元仁宗延祐二年（1315年）八月，把泰州改设置泰宁府，延祐四年（1317年）二月，改为泰宁路。